# Casotto (cours d'eau)
Le Casotto est un cours d’eau d'une longueur de 23,8 km qui coule dans la région du Piémont au nord-ouest de l'Italie. Il est un affluent du Corsaglia.

## Parcours
La rivière naît de la confluence de trois sources : le Secco et le canal du Roccassone, qui recueillent l'eau qui descend du mont Mussiglione (1 945 m) et le Rio Crosa, né au Pian dell'Accampamento, sur les pentes sud-ouest du Bric Mindino (it). 
Juste au nord du village Valcasotto (frazione de Pamparato), il reçoit le Rio di Valcalda, puis plus bas, il reçoit la contribution du Rio Castorello. Sa vallée est étroite et pratiquement inhabitée jusqu'à Tetti Casotto, où elle s'élargit. La confluence avec le Corsaglia se trouve à 454 m d'altitude au ponte della Cava, juste au nord de la ville de Torre Mondovì.

## Source de la traduction
- (it) Cet article est partiellement ou en totalité issu de l’article de Wikipédia en italien intitulé « Casotto (torrente) » (voir la liste des auteurs).